# Lénault
Lénault (Ausspracheⓘ) ist eine Ortschaft und eine ehemalige französische Gemeinde mit 168 Einwohnern (Stand: 1. Januar 2022) im Département Calvados in der Region Normandie. Sie gehörte zum Arrondissement Vire.
Mit Wirkung vom 1. Januar 2016 wurden die bisherigen Gemeinden Condé-sur-Noireau, La Chapelle-Engerbold, Lénault, Proussy, Saint-Germain-du-Crioult und Saint-Pierre-la-Vieille zu einer Commune nouvelle mit dem Namen Condé-en-Normandie zusammengeschlossen und haben in der neuen Gemeinde den Status einer Commune déléguée. Der Verwaltungssitz befindet sich im Ort Condé-sur-Noireau.

## Geografie
Lénault liegt rund 23 Kilometer nordöstlich von Vire-Normandie. Die südlich gelegene Stadt Flers im Département Orne ist etwa 25 Kilometer, das östlich gelegene Falaise etwa 35 Kilometer entfernt.

## Bevölkerungsentwicklung
| Jahr                              | 1793 | 1836 | 1876 | 1926 | 1946 | 1968 | 1990 | 2013 |
| Einwohner                         | 689  | 502  | 408  | 266  | 226  | 202  | 147  | 182  |
| Quellen: Cassini, EHESS und INSEE |      |      |      |      |      |      |      |      |

## Sehenswürdigkeiten
- Kirche L’Assomption-de-Notre-Dame aus dem 16. Jahrhundert, in der ein Kelch und eine Patene sowie mehrere Grabplatten als Monument historique klassifiziert sind[3][4][5][6]